# Alize Johnson
Pour les articles homonymes, voir Johnson.
Alize DeShawn Johnson, né le 22 avril 1996 à Williamsport en Pennsylvanie, est un joueur américain de basket-ball évoluant au poste d'ailier fort.

## Biographie
En 2018, il est drafté au deuxième tour par les Pacers de l'Indiana en 50e position.
Le 16 juillet 2018, il signe son premier contrat NBA avec les Pacers de l'Indiana.
En novembre 2020, il signe avec les Raptors de Toronto mais est licencié le 18 décembre, juste avant le début de la saison régulière.
Le 22 mars 2021, il signe un contrat de 10 jours avec les Nets de Brooklyn. Johnson signe un nouveau contrat de 10 jours le 1er avril. Le 11 avril 2021, il signe un contrat de plusieurs saisons avec les Nets de Brooklyn. Johnson est licencié début septembre 2021 et est recruté par les Bulls de Chicago peu après. Le 26 décembre 2021, il est coupé,.
Le 28 décembre 2021, il signe avec les Wizards de Washington.
Début mars 2022, il signe pour 10 jours en faveur des Pelicans de La Nouvelle-Orléans. Mi-mars, Johnson signe un second contrat de 10 jours avec les Pelicans.
Le 29 novembre 2022, il signe avec les Spurs de San Antonio pour une saison,. Il joue 4 rencontres avant d'être licencié en décembre.

## Statistiques

### Universitaires
| Saison    | Équipe         | Matchs | Titul. | Min./m | % Tir | % 3pts | % LF | Rbds/m. | Pass/m. | Int/m. | Ctr/m. | Pts/m. |
| --------- | -------------- | ------ | ------ | ------ | ----- | ------ | ---- | ------- | ------- | ------ | ------ | ------ |
| 2016-2017 | Missouri State | 33     | 33     | 30,2   | 48,8  | 38,8   | 66,7 | 10,60   | 1,90    | 0,60   | 0,10   | 14,80  |
| 2017-2018 | Missouri State | 33     | 33     | 31,2   | 43,0  | 28,1   | 75,9 | 11,60   | 2,80    | 0,50   | 0,40   | 15,00  |
| Carrière  | Carrière       | 66     | 66     | 30,7   | 45,7  | 32,5   | 71,6 | 11,10   | 2,40    | 0,50   | 0,30   | 14,90  |

### Professionnelles

#### Saison régulière
| Saison    | Équipe   | Matchs | Titul. | Min./m | % Tir | % 3pts | % LF  | Rbds/m. | Pass/m. | Int/m. | Ctr/m. | Pts/m. |
| --------- | -------- | ------ | ------ | ------ | ----- | ------ | ----- | ------- | ------- | ------ | ------ | ------ |
| 2018-2019 | Indiana  | 14     | 0      | 4,6    | 25,0  | 50,0   | 50,0  | 1,40    | 0,10    | 0,10   | 0,20   | 0,90   |
| 2019-2020 | Indiana  | 17     | 1      | 6,9    | 41,4  | 37,5   | 70,0  | 2,80    | 0,40    | 0,20   | 0,10   | 2,00   |
| 2020-2021 | Brooklyn | 18     | 0      | 10,5   | 58,8  | 16,7   | 100,0 | 5,00    | 0,80    | 0,30   | 0,30   | 5,20   |
| Carrière  | Carrière | 49     | 1      | 7,6    | 49,6  | 31,3   | 77,4  | 3,20    | 0,40    | 0,20   | 0,20   | 2,90   |

#### Playoffs
| Saison   | Équipe   | Matchs | Titul. | Min./m | % Tir | % 3pts | % LF | Rbds/m. | Pass/m. | Int/m. | Ctr/m. | Pts/m. |
| -------- | -------- | ------ | ------ | ------ | ----- | ------ | ---- | ------- | ------- | ------ | ------ | ------ |
| 2020     | Indiana  | 1      | 0      | 0,2    | —     | —      | —    | 0,00    | 0,00    | 0,00   | 0,00   | 0,00   |
| 2021     | Brooklyn | 5      | 0      | 4,6    | 57,1  | —      | —    | 2,60    | 0,00    | 0,60   | 0,00   | 1,60   |
| Carrière | Carrière | 6      | 0      | 3,8    | 57,1  | —      | —    | 2,20    | 0,00    | 0,50   | 0,00   | 1,30   |